# Szúnyogháló
 A szúnyogháló a szúnyogok és más rovarok távol tartására szolgáló sűrű háló, melyet épületek nyílászáróira szokás felszerelni. A szúnyoghálószerű laza, finom szőttes alkalmazása a Mediterráneumból indult ki. Itáliában a 11. századtól említik.
A ma használatos rovarhálóknak a mezőgazdaságban, az állattenyésztésben és a mindennapi életben is nagy jelentősége van. Ezeknek a hálóknak a fő feladata, hogy a kórokozókat, fertőzéseket terjesztő, kellemetlen viselkedésű rovarokat távol tartsák az emberek életterétől.

## Szúnyoghálók csoportosítása nyithatóság szerint

### Fix szúnyogháló
A nyílászárókra fixen felszerelt rovarhálók egyszerű megoldást jelenthetnek, de megakadályozhatják bizonyos mindennapi dolgok elvégzését, például a párkányra elhelyezett virágok locsolását vagy egy törlőrongy kirázását.
A fix helyzetű szúnyoghálók alapesete, hogy valamilyen keretre kifeszítik magát a hálót. Az esetek nagy részében a keret maga a nyílászáró. Egyes esetben szükség lehet saját feszítőkeret alkalmazására is. A feszítőkeret anyaga leggyakrabban valamilyen könnyű és időjárást álló anyag. Gyakori a felületkezelt, impregnált faanyagok mellett, a könnyű alumínium keretszerkezet alkalmazása.
A fix keretes szúnyoghálók rögzítése a nyílászáróra többféleképpen történhet. A leggyakoribb, hogy egyszerűen rácsavarozzák a feszítőkeretet a nyílászáróra, de főleg az alumínium keretes rovarhálóknál szóba jönnek különböző oldható rögzítőfüles vagy épp mágneses rögzítési megoldások. Az ilyen oldható megoldásokkal a szúnyogháló télire elrakható, ezzel meghosszabbítható az élettartama és a kevésbé napos időszakban több fény is bejuthat az épületbe.

### Mobil szúnyogháló
A mobil szúnyoghálók olyan eszközök, melyek hálófelülete mozgatható, előnye, hogy kiválasztható, hogy nyitott vagy zárt állapotban legyen. A mozgatás iránya szerint léteznek függőleges és vízszintesen mozgatható, valamint nyílóajtó szúnyoghálókat. A függőleges mozgatást főleg ablaknyílások esetében, míg a vízszintesen mozgatható és nyíló változatokat inkább ajtónyílásoknál alkalmazzák.
A függőleges mozgatású rovarhálók többnyire egy felső tengelyre feltekeredő rolós szúnyoghálók, de egyre nagyobb teret hódítanak a harmonika szerűen összecsukódó, úgynevezett pliszés szúnyoghálók is.
A vízszintes mozgatású rovarhálók megjelenésében és működtetésében is szélesebb képet mutat. A függőleges rolós szúnyoghálókhoz hasonló felépítésű vízszintes rolós szúnyoghálók mellett leginkább a nyílóajtós vagy tolóajtós szúnyoghálók alkalmazása terjed. A vízszintes mozgatású rovarhálók között jelentős szereppel bírnak a pliszés szúnyoghálók.

## Szúnyoghálók csoportosítása a háló anyaga szerint

### Öntapadós műanyag szúnyogháló
Az önpatadós műanyag szúnyoghálók számítanak a legolcsóbb és leggyorsabban feltehető megoldásnak. Nincs szükségük keretre, a csomagban mellékelt öntapadós csíkot a nyílászáró keretére kell ragasztani, majd a másik felén lévő fogas felület kapaszkodik a szúnyoghálóba. Hátránya, könnyebben felválik a háló a tépőzárról, illetve nem tud ellenállni a rágcsálóknak.

### Üvegszálas szúnyogháló
Az üvegszálas szúnyogháló alapját PVC-vel bevont üvegszálak, emiatt sokkal tartósabb, mint az egyszerű műanyag hálók. Felszerelhető öntapadós csík segítségével, de gyakori, hogy ezt a hálótípust már egy külön keretre rögzítik tűzőgéppel vagy más apróbb szegtípussal.

### Alumínium szúnyogháló
Az alumíniumból készült szúnyogháló már ellenáll a nagyobb rovarok és rágcsálók bejutási kísérleteinek, ezért sokszor használják olyan területeken, ahol a szellőztetés mellett a higiénia is fontos, például az élelmiszeriparban. A fémháló tömege miatt már nem alkalmazható öntapadós rögzítő csíkkal, hanem vagy a nyílászáróhoz, vagy egy kerethez kell rögzíteni a megfelelő rögzítőeszközökkel. Ez a típus is különféle szemcseméretekben kapható, ha túl sűrű a háló szemcsemérete, akkor akadályozhatja a levegő mozgását.